# Pendjabi occidental
Pour les articles homonymes, voir penjabi.
Le pendjabi occidental ou pendjabi de l’Ouest est une langue indo-européenne parlée au Pakistan.